# 新本別信号場
新本別信号場（しんほんべつしんごうじょう）は、北海道茅部郡鹿部村（現：鹿部町）本別に所在した日本国有鉄道（国鉄）函館本線（砂原支線）の信号場（廃駅）である。正確な月日は不明であるが、1949年（昭和24年）に廃止になったとされている。なお、戦前の大沼電鉄に存在した新本別駅（戦後の営業再開後の宮の浜駅）とは別位置である。

## 歴史

### 年表
- 1945年（昭和20年）6月1日：：国有鉄道函館本線（砂原支線）軍川駅（現：大沼駅） - 渡島砂原駅間開通に伴い、開設。函館起点38.710 km地点（軍川起点11.4 km地点に相当）[1]。
- 1949年（昭和24年）8月1日ごろ（廃止時期不明） ：廃止。

## 隣の駅
日本国有鉄道（国鉄）
函館本線（砂原支線　当信号場廃止時点）
銚子口駅 - 新本別信号場 - 鷹待駅（現：鹿部駅）